# Günter Niederbremer

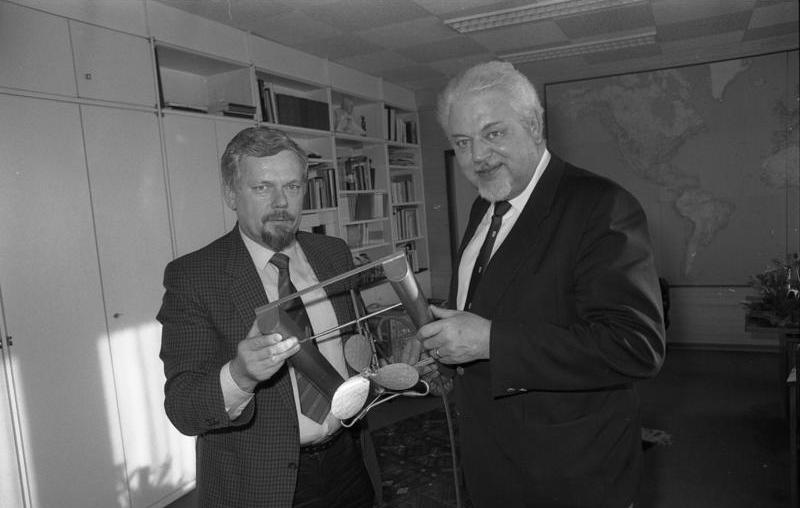
Links: Niederbremer; rechts: Staatssekretär Köhler

Günter Niederbremer (* 9. Dezember 1946 in Quellendorf, Provinz Sachsen-Anhalt; † 20. September 2012 in Bremen) war ein Politiker (CDU) und war Mitglied der Bremischen Bürgerschaft sowie Bremer Staatsrat. 

## Biografie

### Ausbildung und Beruf
Niederbremer machte von 1962 bis 1965 eine Ausbildung als Kfz-Elektriker. Anschließend arbeitete er im VW-Werk Wolfsburg und bei der Firma Siemens in Braunschweig. In den Jahren 1970 bis 1974 absolvierte er ein Studium der Elektrotechnik. Ab 1976 war als wissenschaftlicher Mitarbeiter für die CDU-Fraktion in Bremen tätig. 1984 wurde er bei der Bremer Niederlassung der Firma Siemens angestellt.

### Politik
Niederbremer war seit 1965 Mitglied in der CDU. Er war in den 1970er Jahren AStA-Vorsitzender der Fachhochschule Braunschweig/Wolfenbüttel und Vorsitzender der Jungen Union im Landesverband Braunschweig sowie Ratsherr in der Stadt Braunschweig. Er war von 1988 bis 1992 Vorsitzender des CDU-Kreisverbandes Bremen-Mitte bzw. Bremen-Stadt. Er war für die CDU Bremen 1979–1983 Mitglied im Beirat des Stadtteils Walle. Ferner war er Beisitzer der kommunalpolitischen Vereinigung der CDU und CSU Deutschlands (KPV) sowie aktiv in der Christlich-Demokratischen Arbeitnehmerschaft (CDA). 
Von 1983 bis 1995 war er 12 Jahre lang Mitglied der Bremischen Bürgerschaft und in verschiedenen Deputationen und Ausschüssen der Bürgerschaft tätig mit dem Schwerpunkt Umweltschutz und Finanzen. Er war Stellvertretender Vorsitzender von 1983 bis 1987 des Ausschusses zur Aufnahme des Umweltschutzes in die Landesverfassung und von 1989 bis 1991 des Ausschusses für Energiepolitik. Von 1991 bis 1995 war er Stellvertretender Vorsitzender im Untersuchungsausschuss der Bürgerschaft zu den Stadtwerken Bremen. 
Von 1995 bis 1998 war er Bremer Staatsrat für Europaangelegenheiten bei den Senatoren Hartmut Perschau (CDU) bzw. Josef Hattig (CDU). 1998 wurde er in den einstweiligen Ruhestand versetzt, da er in seinem Haus zwei polnische Schwarzarbeiter für Fassadenarbeiten beschäftigt hatte.

### Sonstiges
Niederbremer war verheiratet und hatte vier Kinder. Er war Mitglied der IG Metall. 1983 gründete er mit anderen Eltern den Verein Bremer Kinder- und Jugendfreizeit e.V. deren Ziel es ist, Kindern und Jugendlichen bezahlbare Ferienfahrten zu ermöglichen. Neben den Sommerferien, die meist auf dem Jugendzeltplatz Windberg in Werpeloh verbracht wurden, organisierte der Verein jahrelang auch andere Ferienaktionen wie gemeinsames Backen und Kinobesuche. Er führte den Verein als Vorsitzender bis 2004.